# Championnat du Cameroun de football 2010-2011
Navigation
Saison précédente Saison suivante
La saison 2010-2011 du Championnat du Cameroun de football est la 51e édition de la première division camerounaise, la MTN Elite 1. 
Les 14 équipes sont regroupées au sein d'une poule unique, où chaque équipe affronte tous les adversaires de sa poule deux fois, à domicile et à l'extérieur. 
Champion du Cameroun lors de la saison précédente, le club de Cotonsport Garoua conserve son titre à l'issue de cette saison, après avoir terminé en tête du classement final, avec huit points d'avance sur Les Astres FC et neuf sur l'Union Douala. C'est le onzième titre de champion du Cameroun de l'histoire du club, qui réussit même le doublé en s'imposant en finale de la Coupe de Cameroun face à Unisport Bafang.

## Les clubs participants
| - Astres FC - Caïman de Douala - Promu de D2 - Canon Yaoundé - Cotonsport Garoua - Lausanne Yaoundé - Promu de D2 - Panthère du Ndé - Renaissance FC de Ngoumou | - Sable Batié - Scorpion FC - Promu de D2 - Tiko United - Union Douala - Unisport Bafang - Université Ngaoundéré - YSA Bamenda |

### Classement
Le barème utilisé pour établir le classement est le suivant :
- Victoire : 3 points
- Match nul : 1 point
- Défaite, forfait ou abandon : 0 point

| Rang | Équipe                    | Pts | J  | G  | N  | P  | Bp | Bc | Diff |
| ---- | ------------------------- | --- | -- | -- | -- | -- | -- | -- | ---- |
| 1    | Cotonsport GarouaTC       | 56  | 26 | 16 | 8  | 2  | 48 | 17 | +31  |
| 2    | Les Astres FC             | 45  | 26 | 14 | 3  | 9  | 29 | 26 | +3   |
| 3    | Union Douala              | 42  | 26 | 12 | 6  | 8  | 26 | 19 | +7   |
| 4    | Unisport Bafang           | 41  | 26 | 12 | 5  | 9  | 26 | 20 | +6   |
| 5    | YSA Bamenda               | 40  | 26 | 11 | 7  | 8  | 17 | 17 | 0    |
| 6    | Tiko United               | 39  | 26 | 10 | 9  | 7  | 33 | 27 | +6   |
| 7    | Sable Batié               | 36  | 26 | 8  | 12 | 6  | 22 | 16 | +6   |
| 8    | Canon Yaoundé             | 36  | 26 | 10 | 6  | 10 | 36 | 30 | +6   |
| 9    | Panthère du Ndé           | 35  | 26 | 9  | 8  | 9  | 28 | 26 | +2   |
| 10   | Renaissance FC de Ngoumou | 33  | 26 | 9  | 6  | 11 | 25 | 33 | -8   |
| 11   | Scorpion FCP              | 33  | 26 | 8  | 9  | 9  | 25 | 29 | -4   |
| 12   | Université Ngaoundéré     | 32  | 26 | 8  | 8  | 10 | 20 | 24 | -4   |
| 13   | Caïman de DoualaP         | 25  | 26 | 6  | 7  | 13 | 24 | 35 | -11  |
| 14   | Lausanne Yaoundé          | 4   | 26 | 0  | 4  | 22 | 9  | 49 | -40  |

|  | Qualifié pour la Ligue des champions de la CAF 2012                                      |
|  | Qualifié pour la Coupe de la confédération 2012                                          |
|  | Relégué en 2e division                                                                   |
|  | T : Tenant du titre C : Vainqueur de la Coupe du Cameroun P : Promu de deuxième division |

## Bilan de la saison
| Championnat du Cameroun de football 2010-2011 |                               |
| Champion                                      | Cotonsport Garoua (11e titre) |
| Coupes et trophées                            |                               |
| Vainqueur de la Coupe du Cameroun 2010-2011   | Cotonsport Garoua             |
| Qualifications continentales                  |                               |
| Ligue des champions de la CAF 2012            | Cotonsport Garoua             |
| Ligue des champions de la CAF 2012            | Astres FC                     |
| Coupe de la confédération 2012                | Union Douala                  |
| Coupe de la confédération 2012                | Unisport Bafang               |
| Promotions et relégations                     |                               |
| Promus en MTN Elite 1                         | Aigle royal de la Menoua      |
| Promus en MTN Elite 1                         | Njala Quan de Limbé           |
| Promus en MTN Elite 1                         | New Star de Douala            |
| Relégués en 2e division                       | Université Ngaoundéré         |
| Relégués en 2e division                       | Caïman de Douala              |
| Relégués en 2e division                       | AS Lausanne Yaoundé           |